# Рош, Пьер
Пьер Рош (фр. Pierre Roche; 27 марта 1919, Бове, Франция — 29 января 2001, Квебек) — французский и канадский пианист и композитор, работавший в жанре шансона.

## Биография
Родился в дворянской семье, изучал философию. В 1940 г. переселился в Париж и начал заниматься музыкой, арендовал небольшое помещение на Елисейских полях и основал в нём Клуб шансона. В 1942 г. Рош познакомился с Шарлем Азнавуром, и на протяжении последующих восьми лет они выступали вместе — Рош аккомпанировал Азнавуру, сочинял музыку, а иногда и текст для его песен. Песни Роша исполняли также Жорж Ульмер и другие заметные шансонье. В 1948 г. по предложению Эдит Пиаф Азнавур и Рош присоединились к её североамериканским гастролям. Особенный успех сопутствовал дуэту во франкоязычном Квебеке. В 1950 г. Азнавур сделал выбор в пользу сольной карьеры и вернулся во Францию, а Рош женился на квебекской певице Аглае и стал выступать вместе с ней; после ряда гастрольных поездок во Францию пара окончательно обосновалась в Канаде, где Рош выступал как пианист-аккомпаниатор вплоть до 1984 г.